# Riu Hotels & Resorts
 (novembre 2018).
Si vous disposez d'ouvrages ou d'articles de référence ou si vous connaissez des sites web de qualité traitant du thème abordé ici, merci de compléter l'article en donnant les références utiles à sa vérifiabilité et en les liant à la section « Notes et références ».
 (novembre 2018).
Riu Hotels & Resorts est une chaîne hôtelière espagnole, créée par la famille Riu en 1953 à Palma de Majorque et appartenant à 49 % au groupe touristique TUI Group. La chaîne est dirigée par la troisième génération de la famille. En 2020, la chaîne pilotait 98 sites dans 19 pays pour 31 270 employés et 4,9 millions de clients.
L'activité de la société est centrée sur le secteur de l'hôtellerie de vacances. Plus de 70 % de ses établissements proposent un service tout compris.

## Historique

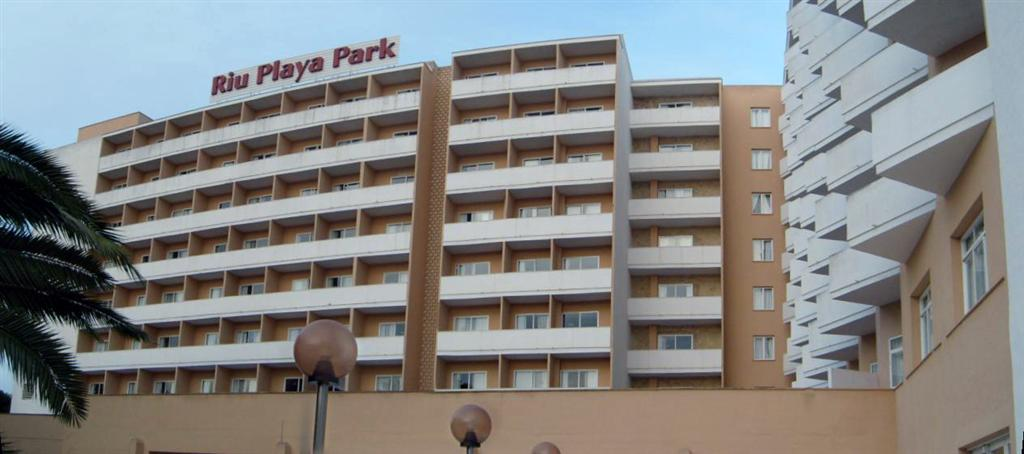
Hotel RIU Playa Park, Mallorca aux Îles Baléares

Le fondateur, Juan Riu, et son fils, Luis, achètent l'hôtel San Francisco à Playa de Palma en 1953. En  1962, ils signent un accord de collaboration entre le voyagiste Dr. Tigges, qui fait partie de TUI à partir de 1968. De nouveaux hôtels sont construits depuis 1963 à Playa de Palma. 
En 1976, ils créent la société RIU Hotels, avec TUI comme actionnaire minoritaire. Dès 1988, l'entreprise se développe partout en Espagne. Puis à partir de 1991, ils lancent l'expansion internationale. En 1996, le groupe fait l'acquisition de la chaîne hôtelière Belhaven. 
Luis Riu meurt à l'âge de 65 ans en 1998. Ses enfants Carmen Riu Güell et Luis Riu Güell assument la succession.
En 2010, RIU a élargi sa gamme de produits avec sa propre ligne d'hôtels urbains appelée Riu Plaza.